# António Carneiro Pacheco
António Faria de Carneiro Pacheco GOIP • GCIP • GColL • GCSE (Santo Tirso, 14 de novembro de 1887 – Cascais, 21 de novembro de 1957), mais conhecido por Carneiro Pacheco, foi um professor de Direito na Universidade de Lisboa e político que, entre outras funções, foi presidente da comissão executiva da União Nacional e Ministro da Educação Nacional, cargo em que se distinguiu no estabelecimento dos fundamentos da política de educação do Estado Novo, materializada na denominada Reforma Carneiro Pacheco, operada pela Lei n.º 1941, de 11 de abril de 1936 (a Lei de Bases da Educação do Estado Novo).

## Biografia
Originário de uma família de grandes proprietários fundiários com importantes ligações à política, proprietária da imponente Quinta da Agrela, na freguesia da Agrela. Seguindo o percurso tradicional, matriculou-se no curso de Direito da Universidade de Coimbra. 
Ainda estudante em Coimbra, foi um dos combatentes monárquicos que resistiram à Greve Académica de 1907. Em 1908 foi um dos fundadores do Centro Monárquico Académico D. Manuel II, manifestando publicamente a sua aversão ao pluripartidarismo.
Terminada a licenciatura em Direito, permaneceu na Universidade de Coimbra, instituição onde obteve o doutoramento em Direito no ano de 1912 e na qual no ano seguintes (1913) iniciou funções como professor catedrático de Direito Civil (aos 26 anos de idade). 
A sua entrada na política ativa ocorreu em 1918, durante o sidonismo, quando se estreou como deputado eleito pelo círculo eleitoral de Santo Tirso. Monárquico convicto e apoiante destacado da ditadura sidonista, em 1919 foi acusado pelo Ministro da Instrução Pública de actos de hostilidade à República.
Foi membro do Conselho Geral do Banco de Portugal, de 1922 a 1934, tendo nessas funções integrado as delegações enviadas a Genebra para negociarem o empréstimo externo (1927-1928).
Também em 1922, transferiu-se para a Faculdade de Direito da Universidade de Lisboa, instituição da qual foi vice-reitor de 1931 a 1936 e à qual permaneceria ligado até falecer.
Com a entrada em vigor da Constituição Portuguesa de 1933, e a consequente reabertura do parlamento, regressou à atividade parlamentar como deputado eleito para as I e II legislaturas da novel Assembleia Nacional (entre 1934 e 1938). Foi ainda procurador à Câmara Corporativa por designação do Conselho Corporativo.
Profundamente católico e ligado ao setor conservador e fascizante do Estado Novo, em 1934 foi designado vogal e depois presidente da Comissão Executiva da União Nacional.
A sua maior contribuição para a política portuguesa ocorreu quando a 18 de janeiro de 1936 foi nomeado Ministro da Instrução Pública do governo do Estado Novo e iniciou um período de rápida reforma do sistema educativo, que ficaria conhecido pela Reforma Carneiro Pacheco. Apesar de ter permanecido no cargo apenas até 28 de agosto de 1940, provavelmente devido à sua ostensiva germanofilia, difícil de balancear no contexto da neutralidade colaborante seguida por Portugal na Segunda Guerra Mundial, deixou um legado que marcou decisivamente a educação portuguesa até ao 25 de Abril de 1974, sendo ainda possível encontrar muitos dos seus traços na atualidade.
Durante esse período transformou o Ministério da Instrução Pública em Ministério da Educação Nacional, fundou a Mocidade Portuguesa, a Mocidade Feminina e a Obra das Mães pela Educação Nacional, criou a Junta Nacional da Educação, o Instituto para a Alta Cultura, a Academia Portuguesa da História e o Instituto Nacional de Educação Física, introduziu o modelo do livro único, a obrigatoriedade de afixação do crucifixo nas salas de aula e sujeitou o casamento das professoras à autorização do Estado. Estas medidas de política educativa foram concretizadas no âmbito da Reforma Carneiro Pacheco, operada pela Lei n.º 1941, de 11 de abril de 1936 (a Lei de Bases da Educação do Estado Novo), diploma que estruturou as políticas educativa, cultural e de investigação científica do regime. 
Posteriormente, exerceu funções diplomáticas, como embaixador extraordinário e plenipotenciário de Portugal junto da Santa Sé (1940-1945), funções nas quais chefiou a negociação da Concordata de 1940. Foi embaixador em Madrid (1945-1953).
Voltou ao parlamento na VI Legislatura (1953-1957), tendo exercido as funções de 1.º vice-presidente da Assembleia Nacional.
Foi agraciado com os seguintes graus das Ordens Honoríficas Portuguesas: Grande-Oficial da Ordem da Instrução Pública (6 de novembro de 1929), Grã-Cruz da Ordem da Instrução Pública (5 de outubro de 1933) e Grã-Cruz da Ordem Militar de Sant'Iago da Espada (18 de junho de 1937).

## Obras publicadas
- Portugal Renovado, 1940.